# Яковлева, Татьяна Владимировна
Татья́на Влади́мировна Я́ковлева (род. 7 июля 1960 года, Арзамас-75) — российский политик. Первый заместитель руководителя Федерального медико-биологического агентства (с 2020 года). Заслуженный врач Российской Федерации (2010).
Первый заместитель Министра здравоохранения Российской Федерации (2018—2020), заместитель Министра здравоохранения Российской Федерации (2012—2018).
Депутат Государственной Думы Федерального Собрания Российской Федерации третьего, четвёртого, пятого и шестого созывов (1999—2011).

## Биография
Родилась 7 июля 1960 года в городе Арзамас-75 (ныне Нижегородской области). Отец — строитель, мать — медик. В семье было четверо детей.
Окончила медицинское училище (1978), Ивановский государственный медицинский институт (1985).
В 2001 году окончила Московский государственный социальный университет.
Имеет высшую квалификационную категорию по социальной гигиене и организации здравоохранения.

## Карьера
- В 1976—1977 годах — санитарка городской больницы в городе Арзамас-16.
- В 1978 году работала младшей медсестрой детского отделения № 1 горбольницы.
- В 1978—1979 годах — медицинская сестра травматологического отделения медсанчасти № 123 в г. Одинцово Московской области.
- В 1985—1986 годах — врач-интерн по педиатрии Тейковской ЦРБ (Ивановская область).
- В 1986—1998 годах — врач-педиатр, затем главный врач поселковой больницы посёлка Нерль Ивановской области.
- В 1998—1999 годах — главный врач Тейковской центральной районной больницы (Ивановская область).
- В 1999 году избрана депутатом Государственной Думы третьего созыва по Ивановскому одномандатному избирательному округу № 78 (Ивановская область), получив на выборах 20,91 % голосов (ближайший соперник Иван Пименов — 14,38 %; в округе баллотировались 19 кандидатов). Была выдвинута избирательным блоком «Единство» («Медведь»). Также входила в общефедеральный список блока (№ 10 в региональной группе «Кольцо»), была членом фракции «Единство», заместителем Председателя Комитета ГД по охране здоровья и спорту.
- В 2000 году на учредительном съезде Общероссийского политического общественного движения (ОПОД) «Единство» была избрана членом исполкома ОПОД «Единство».
- В 2000 году на учредительном съезде партии «Единство» была избрана членом Центрального исполнительного комитета партии.
- В 2001 году вошла в состав депутатской межфракционной группы «Европейский клуб» в Государственной Думе.
- В 2002—2003 годах — заместитель председателя комиссии ГД по проблемам народонаселения.
- В 2003 году избрана депутатом Государственной Думы ФС РФ 4-го созыва, была членом фракции «Единая Россия», председателем Комитета ГД по охране здоровья.
- В 2006 году — член Межведомственной рабочей группы по приоритетному национальному проекту «Здоровье» при Совете при Президенте Российской Федерации по реализации приоритетных национальных проектов.
- В 2006—2007 годах — заместитель председателя Комиссии Государственной Думы РФ по техническому регулированию.
- В 2006 году — член Правительственной комиссии по делам несовершеннолетних и защите их прав.
- В 2006 году — член Правительственной комиссии по противодействию злоупотреблению наркотическими средствами и их незаконному обороту.
- С 17 декабря 2007 года — член Бюро Высшего Совета ВПП «Единая Россия».
- В 2007 году избрана депутатом Государственной Думы ФС РФ 5-го созыва, была первым заместителем руководителя фракции «Единая Россия», членом Комитета ГД по охране здоровья.
- В 2011 году избрана депутатом Государственной Думы ФС РФ 6-го созыва, член фракции «Единая Россия», первый заместитель Председателя Комитета ГД по охране здоровья.
- 18 июля 2012 года назначена заместителем Министра здравоохранения Российской Федерации в новом составе Министерства во главе с В. И. Скворцовой[1].
- 26 июня 2018 года назначена первым заместителем Министра здравоохранения Российской Федерации
- 10 марта 2020 года назначена первым заместителем руководителя Федерального медико-биологического агентства[2]

## Награды, степени и звания
Награды России:
- Орден Почёта (20 октября 2005)
- Лауреат премии Правительства Российской Федерации в области науки и техники
- Почётная грамота правительства Российской Федерации (17 апреля 2006) — за заслуги в законотворческой деятельности, активное участие в развитии парламентаризма в Российской Федерации и в связи со 100-летием учреждения Государственной думы в России[3]

Учёные степени:
- Доктор медицинских наук

Звания:
- Заслуженный врач Российской Федерации (9 января 2010) — за заслуги в законотворческой деятельности и развитии российского парламентаризма[4]